# 상수항
상수항은 다항식이나 방정식에서 변수 또는 미지수를 포함하지 않은 항, 즉 상수로만 이루어진 항이다. 예를 들어, 다항식 <>5x+3y-5</math>에서는 변수 {\displaystyle x,y}를 포함하지 않은 항 {\displaystyle -5}와, {\displaystyle x,y}에 관한 방정식 {\displaystyle ax+by+c=0}에서는 미지수 {\displaystyle x,y}를 포함하지 않은 항 {\displaystyle c}을 상수항이라 한다

## 같이 보기
- 상수